# Erebia minorisocellata
Erebia minorisocellata är en fjärilsart som beskrevs av Curt Eisner 1946. Erebia minorisocellata ingår i släktet Erebia och familjen praktfjärilar. Inga underarter finns listade i Catalogue of Life.